# Issidae
Issidae of Kevercicaden zijn een familie van insecten die behoren tot de onderorde cicaden (Auchenorrhyncha). 

## Taxonomie
De volgende taxa zijn bij de familie ingedeeld:
- Onderfamilie Hemisphaeriinae Melichar, 1906
  - Tribus Hemisphaeriini Melichar, 1906
    - Subtribus Hemisphaeriina Melichar, 1906
      - Geslacht Ceratogergithus Gnezdilov, 2017
      - Geslacht Choutagus Zhang, Wang & Che, 2006
      - Geslacht Epyhemisphaerius Chan & Yang, 1994
      - Geslacht Gergithoides Schumacher, 1915
      - Geslacht Gergithus Stål, 1870
      - Geslacht Hemisphaerius Schaum, 1850
      - Geslacht Maculergithus Constant & Pham, 2016
      - Geslacht Neogergithoides Sun, Meng & Wang, 2012
      - Geslacht Neohemisphaerius Chen, Zhang & Chang, 2014
      - Geslacht Ophthalmosphaerius Gnezdilov, 2017
      - Geslacht Rotundiforma Meng, Wang & Qin, 2013

    - Subtribus Mongolianina Wang, Zhang & Bourgoin, 2016
      - Geslacht Bruneastrum Gnezdilov, 2015
      - Geslacht Clypeosmilus Gnezdilov & Soulier-Perkins, 2017
      - Geslacht Eusudasina Yang, 1994
      - Geslacht Euxaldar Fennah, 1978
      - Geslacht Macrodaruma Fennah, 1978
      - Geslacht Mongoliana Distant, 1909
      - Geslacht Retaldar Zhao, Bourgoin & Wang, 2019

    - Subtribus incertae sedis
      - Geslacht Bolbosphaerius Gnezdilov, 2013
      - Geslacht Euhemisphaerius Chan & Yang, 1994
      - Geslacht Gnezdilovius Meng, Webb & Wang, 2017
      - Geslacht Hemiphile Metcalf, 1952
      - Geslacht Hemisphaeroides Melichar, 1903
      - Geslacht Hysteropterissus Melichar, 1906
      - Geslacht Hysterosphaerius Melichar, 1906
      - Geslacht Ishiharanus Hori, 1969
      - Geslacht Neotapirissus Meng & Wang, 2016
      - Geslacht Paramongoliana Chen, Zhang & Chang, 2014
      - Geslacht Tapirissus Gnezdilov, 2014

  - Tribus Kodaianellini Wang, Zhang & Bourgoin, 2016
    - Geslacht Dentatissus Chen, Zhang & Chang, 2014
    - Geslacht Kodaianella Fennah, 1956
    - Geslacht Kodaianellissus Wang, Bourgoin & Zhang, 2017
    - Geslacht Neokodaiana Yang, 1994
    - Geslacht Sivaloka Distant, 1906
    - Geslacht Tetricissus Wang, Bourgoin & Zhang, 2017

  - Tribus Parahiraciini Cheng & Yang, 1991[2]
    - Geslacht Bardunia Stål, 1863
    - Geslacht Bolbossus† Gnezdilov & Bourgoin, 2016
    - Geslacht Brevicopius Meng, Qin & Wang, 2015
    - Geslacht Duriopsilla Fennah, 1956
    - Geslacht Duroides Melichar, 1906
    - Geslacht Flavina Stål, 1861
    - Geslacht Folifemurum Che, Zhang & Wang, 2013
    - Geslacht Fortunia Distant, 1909
    - Geslacht Fusiissus Zhang & Chen, 2010
    - Geslacht Gelastyrella Yang, 1994
    - Geslacht Macrodarumoides Che, Zhang & Wang, 2012
    - Geslacht Mincopius Distant, 1909
    - Geslacht Narinosus Gnezdilov & Wilson, 2005
    - Geslacht Neodurium Fennah, 1956
    - Geslacht Neotetricodes Zhang & Chen, 2012
    - Geslacht Nisoprincessa Gnezdilov, 2017
    - Geslacht Paratetricodes Zhang & Chen, 2010
    - Geslacht Pinocchias Gnezdilov & Wilson, 2005
    - Geslacht Pseudochoutagus Che, Zhang & Wang, 2011
    - Geslacht Pusulissus Bourgoin & Wang, 2020[3]
    - Geslacht Rhombissus Gnezdilov & Hayashi, 2016
    - Geslacht Scantinius Stål, 1866
    - Geslacht Tetricodes Fennah, 1956
    - Geslacht Tetricodissus Wang, Bourgoin & Zhang, 2015
    - Geslacht Thabena Stål, 1866
    - Geslacht Thabenula Gnezdilov, Soulier-Perkins & Bourgoin, 2011
    - Geslacht Vindilis Stål, 1870

  - Tribus Sarimini Wang, Zhang & Bourgoin, 2016
    - Geslacht Apsadaropteryx Kirkaldy, 1907
    - Geslacht Balisticha Jacobi, 1941
    - Geslacht Chlamydopteryx Kirkaldy, 1907
    - Geslacht Dactylissus Gnezdilov & Bourgoin, 2014
    - Geslacht Darwallia Gnezdilov, 2010
    - Geslacht Euroxenus Gnezdilov, 2009
    - Geslacht Eusarima Yang, 1994
    - Geslacht Eusarimissus Wang & Bourgoin, 2020
    - Geslacht Givaka Distant, 1906
    - Geslacht Longieusarima Wang, Bourgoin & Zhang, 2017
    - Geslacht Microsarimodes Chang & Chen, 2019
    - Geslacht Neosarima Yang, 1994
    - Geslacht Nikomiklukha Gnezdilov, 2010
    - Geslacht Orbita Meng & Wang, 2016
    - Geslacht Papunega Gnezdilov & Bourgoin, 2015
    - Geslacht Parasarima Yang, 1994
    - Geslacht Sarima Melichar, 1903
    - Geslacht Sarimodes Matsumura, 1916
    - Geslacht Sinesarima Yang, 1994
    - Geslacht Sundorrhinus Gnezdilov, 2010
    - Geslacht Syrgis Stål, 1870
    - Geslacht Tempsa Stål, 1866
    - Geslacht Tetrica Stål, 1866
    - Geslacht Vishnuloka Distant, 1906
    - Geslacht Yangissus Chen, Zhang & Chang, 2014

  - Hemisphaeriinae incertae sedis
    - Geslacht Amphiscepa Germar, 1830
    - Geslacht Brahmaloka Distant, 1906
    - Geslacht Chimetopina Gnezdilov, 2017
    - Geslacht Coruncanius Distant, 1916
    - Geslacht Devagama Distant, 1906
    - Geslacht Hemisobium Schmidt, 1911
    - Geslacht Jagannata Distant, 1906
    - Geslacht Katonella Schmidt, 1911
    - Geslacht Kivupterum Dlabola, 1985
    - Geslacht Kodaiana Distant, 1916
    - Geslacht Narayana Distant, 1906
    - Geslacht Orinda Kirkaldy, 1907
    - Geslacht Picumna Stål, 1864
    - Geslacht Radha Melichar, 1903
    - Geslacht Redarator Distant, 1916
    - Geslacht Samantiga Distant, 1906
    - Geslacht Tatva Distant, 1906
    - Geslacht Thabenoides Distant, 1916

  - Onderfamilie Hysteropterinae Melichar, 1906; 61 geslachten waaronder:
    - Geslacht Agalmatium Emeljanov, 1971
    - Geslacht Falcidius Stål, 1866
    - Geslacht Hysteropterum Amyot & Audinet-Serville, 1843
- Onderfamilie Issinae
  - Tribus Issini Spinola, 1839[4]

    - Geslacht †Issites Haupt, 1956
    - Geslacht Issus Brullé, 1832
    - Geslacht Latissus Dlabola, 1974
    - Geslacht Sinonissus Wang, Shi & Bourgoin, 2018
- Onderfamilie Thioniinae Melichar, 1906
  - Tribus Cordelini Gnezdilov, 2019
    - Geslacht Cordela Gnezdilov, 2019

  - Tribus Guianaphrynini Gnezdilov, 2018 
    - Geslacht Guianaphryna Gnezdilov, 2018

  - Tribus Thioniini Melichar, 1906 (14 geslachten)
    - Geslacht Oronoqua Fennah, 1947
    - Geslacht Cheiloceps Uhler, 1895
    - Geslacht Thionia Stal, 1859
    - Geslacht Waorania Gnezdilov & Bartlett, 2018
- Issidae incertae sedis
  - Geslacht Abolloptera Gnezdilov & O'Brien, 2006
  - Geslacht Argepara Gnezdilov & O'Brien, 2008
  - Geslacht Aztecus Gnezdilov & O'Brien, 2008
  - Geslacht Balduza Gnezdilov & O'Brien, 2006
  - Geslacht †Breukoscelis Szwedo, 2019
  - Geslacht Bumaya Gnezdilov & O'Brien, 2008
  - Geslacht Carydiopterum Gnezdilov, 2017
  - Geslacht Delongana Caldwell, 1945
  - Geslacht Exortus Gnezdilov, 2004
  - Geslacht Gilda Walker, 1870
  - Geslacht Incasa Gnezdilov & O'Brien, 2008
  - Geslacht Kathleenum Gnezdilov, 2004
  - Geslacht Paralixes Caldwell, 1945
  - Geslacht Sarnus Stål, 1866
  - Geslacht Stilbometopius Gnezdilov & O'Brien, 2006
  - Geslacht Traxanellus Caldwell, 1945
  - Geslacht Traxus Metcalf, 1923
  - Geslacht Tylanira Ball, 1936
  - Geslacht Ulixes Stål, 1861
  - Geslacht Ulixoides Haupt, 1918

## In Nederland waargenomen soorten
- Genus: Issus
  - Issus coleoptratus
  - Issus muscaeformis